# Agostino Mascardi
Agostino Mascardi (Sarzana, 2 settembre 1590 – Sarzana, 1640) è stato un letterato e storico italiano.

## Biografia
Figlio di Faustina de' Nobili e del giurista Alderano Mascardi (1557-1608), come già avevano fatto il padre e gli zii Niccolò e Giuseppe (1540-1585) studiò al Collegio Romano e nel 1606 entrò nella Compagnia di Gesù, mantenendo un forte interesse per gli studi e le composizioni letterarie, per le quali si affidava spesso al giudizio e ai consigli dell'abate benedettino Angelo Grillo (1557-1629).
Intorno al 1612 era insegnante di retorica nel collegio dei Nobili di Parma. Fu assiduo della corte degli Este a Modena, dove pubblicò nel 1615 un'orazione funebre per la duchessa Virginia de' Medici d'Este, nel 1616 quella per la principessa Bibiana Pernstein e nel 1617 quella per il principe Francesco Gonzaga. Proprio i suoi tentativi di entrare al servizio degli Este lo misero in contrasto con i suoi superiori della Compagnia di Gesù, così da dover deporre nel 1617 «quell'abito che per undici anni ho portato con tanto mio gusto [...] la più principale cagione di tanta calamità è stata la servitù con la Serenissima Casa d'Este».
Andò a Roma per laurearsi in legge e, grazie alle raccomandazioni del conte Camillo Molza, che Mascardi ringraziò dedicandogli il Discorso sopra un componimento poetico intorno alla cometa, nel 1618 fu assunto in qualità di segretario dal cardinale Alessandro d'Este (1568-1624). A Roma cominciò a comporre un poemetto fantastico, il Tiburno, per celebrare la fondazione della città di Tivoli, la casata e la sfarzosa villa che gli Este possedevano nella cittadina laziale. Il lavoro venne interrotto per la morte di papa Paolo V, nel 1621. Per celebrare l'apertura del conclave, il Mascardi compose l'Oratio habita ad illustrissimos ac reverendissimos S. R. E. cardinales de subrogando pontifice.
Ad esso seguì, dopo l'elezione del cardinale Alessandro Ludovisi - papa con il nome di Gregorio XV - l'anonima Scrittura intorno alla elezione a sommo pontefice del cardinal Ludovisio, forse scritta da Alessandro d'Este o composta dal Mascardi su sua diretta commissione e ispirazione, nella quale erano esposte critiche nei confronti di diversi cardinali, suscitando così la reazione della famiglia Ludovisi, in particolare del cardinale Ludovico, contro il cardinale d'Este.
A fare le spese del conflitto tra le due potenti famiglie fu così il Mascardi, che nel giugno del 1621 si ritrovò licenziato e allontanato da Roma. Si rifugiò allora a Genova dove fu favorito dalla conoscenza di personaggi importanti delle famiglie gentilizie quali Marcantonio Doria e Giacomo Lomellini, e da poeti di successo come Ansaldo Cebà e Gabriello Chiabrera. Poté così recitare pubblicamente, il 26 settembre 1621, l'orazione Per la coronazione del serenissimo Giorgio Centurione, e in dicembre divenne membro dell'«Accademia degli Addormentati». Qui pronunciò altri discorsi, tra i quali uno per la monacazione di Margherita Doria, figlia di Marcantonio e di Isabella della Tolfa, e l'orazione Intorno al furor poetico, dedicata al patrizio Tommaso Grimani, tutti raccolti nelle Orazioni, pubblicate nel 1622 dall'editore genovese Giuseppe Pavoni. Una sua commedia, Le metamorfosi d'amore, composta per il carnevale del 1623, è invece rimasta manoscritta.

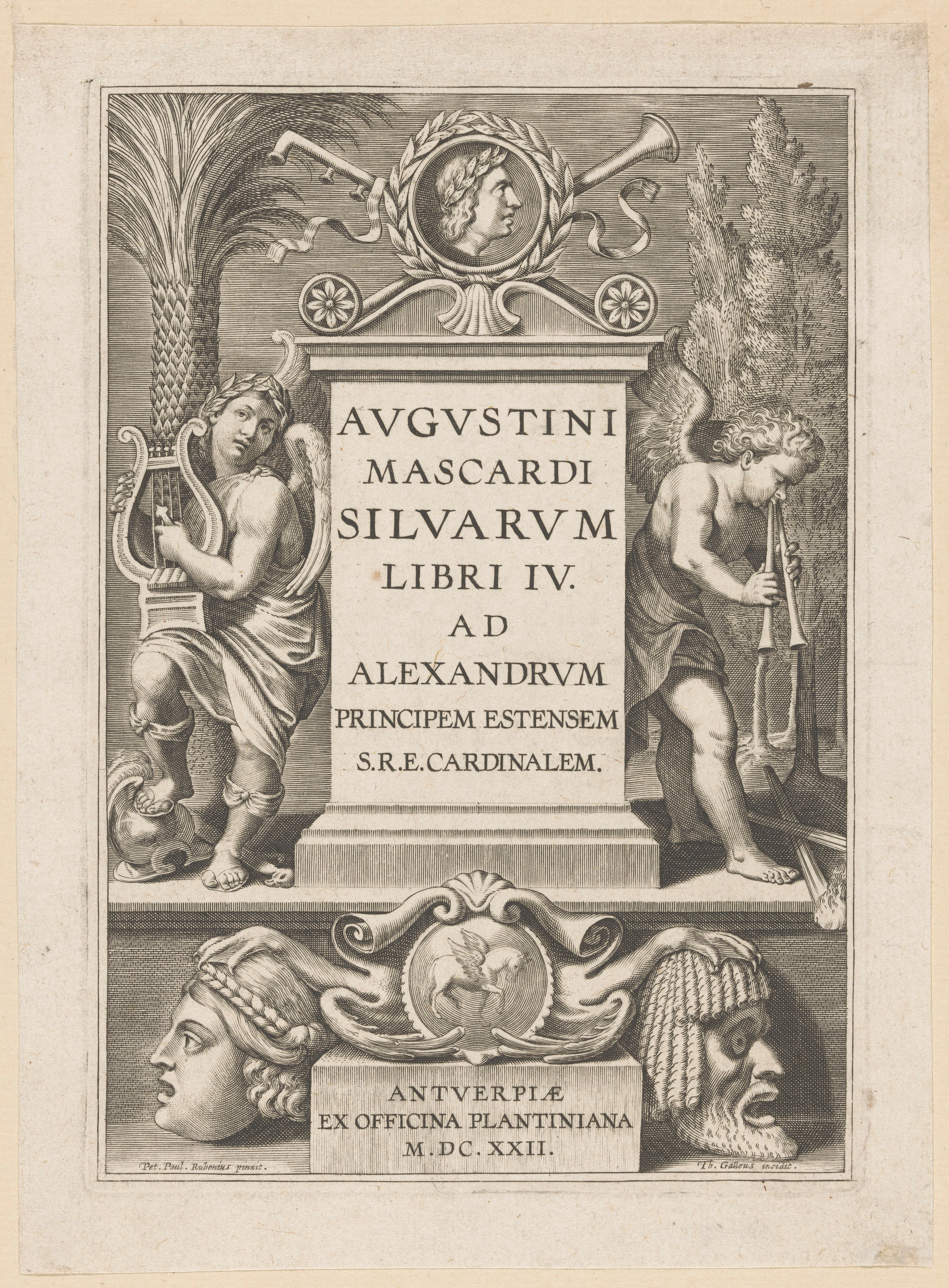
Frontespizio dei Silvarium libri IV di Agostino Mascardi, Anversa, ex officina Plantiniana, 1622

Nella speranza di poter rientrare a Roma e di essere ripreso al servizio degli Este, il Mascardi aveva dedicato al cardinale Alessandro i  Silvarum libri IV, pubblicati nel 1622 ad Anversa da Balthasar Moretus, ma senza ottenere risposta. Tuttavia, la morte di papa Ludovisi, avvenuta l'8 luglio 1623, favorì la possibilità di una sua sistemazione, così che il Mascardi, imbarcatosi per Roma, vi giunse in agosto in tempo per vedere elevare al soglio il cardinale Maffeo Barberini, con il quale egli aveva già avuto una cordiale corrispondenza e il cui maestro di camera era l'amico poeta Virginio Cesarini. La morte prematura del suo amico, avvenuta l'11 aprile del 1624, fu onorata dal Mascardi con l'orazione Per le esequie del signor D. Virginio Cesarini, tenuta il 5 maggio all'«Accademia degli Umoristi».
Utile alla nuova carriera che gli si apriva fu la composizione de Le pompe del Campidoglio, dedicate a Carlo Emanuele I di Savoia, padre del cardinale Maurizio di Savoia al cui servizio il Mascardi si preparava a entrare, un panegirico di Urbano VIII quale intellettuale aperto alle novità del mondo - al Barberini era stato appena dedicato Il Saggiatore di Galileo Galilei - e un'esortazione, nel nome di Seneca e di Plutarco, all'uso illuminato del potere.
Urbano VIII lo fece suo cameriere d'onore e il cardinale Maurizio gli affidò la direzione della neonata «Accademia dei Desiosi», inaugurata nel 1624 dal Mascardi con il discorso Che gli esercizi di lettere sono in corte non pur dicevoli, ma necessari,, e dei cui lavori il Mascardi diede testimonianza curando una raccolta di interventi pubblicati nel 1630.
Nel 1627 pubblicò, dedicandoli al suo protettore Maurizio di Savoia, i Discorsi morali su la Tavola di Cebete tebano. Si tratta di un commento, diviso in quattro parti e articolato in 35 discorsi, alla Tavola di Cebete, un dialogo filosofico di un anonimo greco del I secolo nel quale si illustra il faticoso cammino che è necessario percorrere per raggiungere la sapienza. I Discorsi morali di Mascardi, con citazioni degli antichi - Omero, Platone, Aristotele, Virgilio, Seneca, Plutarco, Plotino, Apuleio, Giamblico - e dei moderni Dante, Petrarca, Ficino, Ariosto, Tasso, conducono un'ampia riflessione morale e filosofica sull'esistenza umana, esaltando le lettere, le arti, le scienze, le religione quali valori fondamentali nel percorso di elevamento dell'uomo alla virtù e alla sapienza.
Quell'anno, la fuga da Roma del cardinale Maurizio, oberato dai debiti, lo lasciò senza mezzi di sussistenza. Il cardinale Francesco Barberini gli procurò nel 1628 la cattedra di eloquenza allo Studio della Sapienza di Roma, che egli mantenne fino al 1638. Nel 1629 pubblicò ad Anversa La congiura del conte Gio. Luigi de' Fieschi, ricostruzione della congiura ordita nel 1547 dal Fieschi contro Andrea e Giannettino Doria. Le polemiche suscitate dal ruolo di ispiratore della congiura assegnato al cardinale Agostino Trivulzio lo costrinsero a difendersi con lo scritto Opposizioni e difesa alla Congiura del conte Gio. Luigi de' Fieschi, del 1630, e con una Lettera privata, pubblicata solo nel 1879.
Eletto principe dell'Accademia degli Umoristi nel 1629, nel 1631 furono pubblicate le Due lettere, l'una del Mascardi all'Achillini, l'altra dell'Achillini al Mascardi sopra le presenti calamità, uno scambio epistolare con il poeta Claudio Achillini sull'epidemia di peste che l'anno prima era imperversata in tutta l'Europa. In esse si rileva come il Mascardi credesse alla possibilità di diffondere la peste con l'«unzione» e come l'Achillini pensasse ad influssi astrali quale causa dell'epidemia, opinioni riprese dal Manzoni nella Colonna infame e ne I promessi sposi.
Dopo aver rinunciato al progetto di dare un seguito alla Storia d'Italia del Guicciardini a causa della mancata collaborazione delle corti italiane, che rifiutarono di mettergli a disposizione i propri materiali d'archivio, nel 1636 Mascardi diede alle stampe il Dell'arte historica. Fra i contemporanei il trattato Dell'arte istorica ebbe un notevole successo; fu molto conosciuto anche in Francia. Il Naudé, in una lettera a Jacques Dupuy, lodò il metodo storico di Mascardi «tant à cause de l'élégance nonpareille de la langue que pour la matière qu'il traite avec beaucoup de jugement». Edito più volte nel corso del Seicento, fu infine ristampato nel 1859 da Le Monnier, con una breve introduzione dell'editore.
Le Romanae dissertationes de affectibus sive perturbationibus animi, earumque characteribus e le Ethicae prolusiones, edite a Parigi nel 1639 «Apud Sebastianum Cramoisy» con frontespizi incisi da Jean Picart, sono considerate da Marc Fumaroli (L'âge de l'éloquence, p. 226) «sans doute le chef-d'oeuvre de la littérature 'barberinienne'». Le due opere furono ristampate in un unico volume a Milano nel 1667 e nel 1709, «Ex typographia Francisci Vigoni».
Esiste un suo ritratto, opera di Gian Lorenzo Bernini, conservato a Parigi, alla École des Beaux-Arts.

## Opere

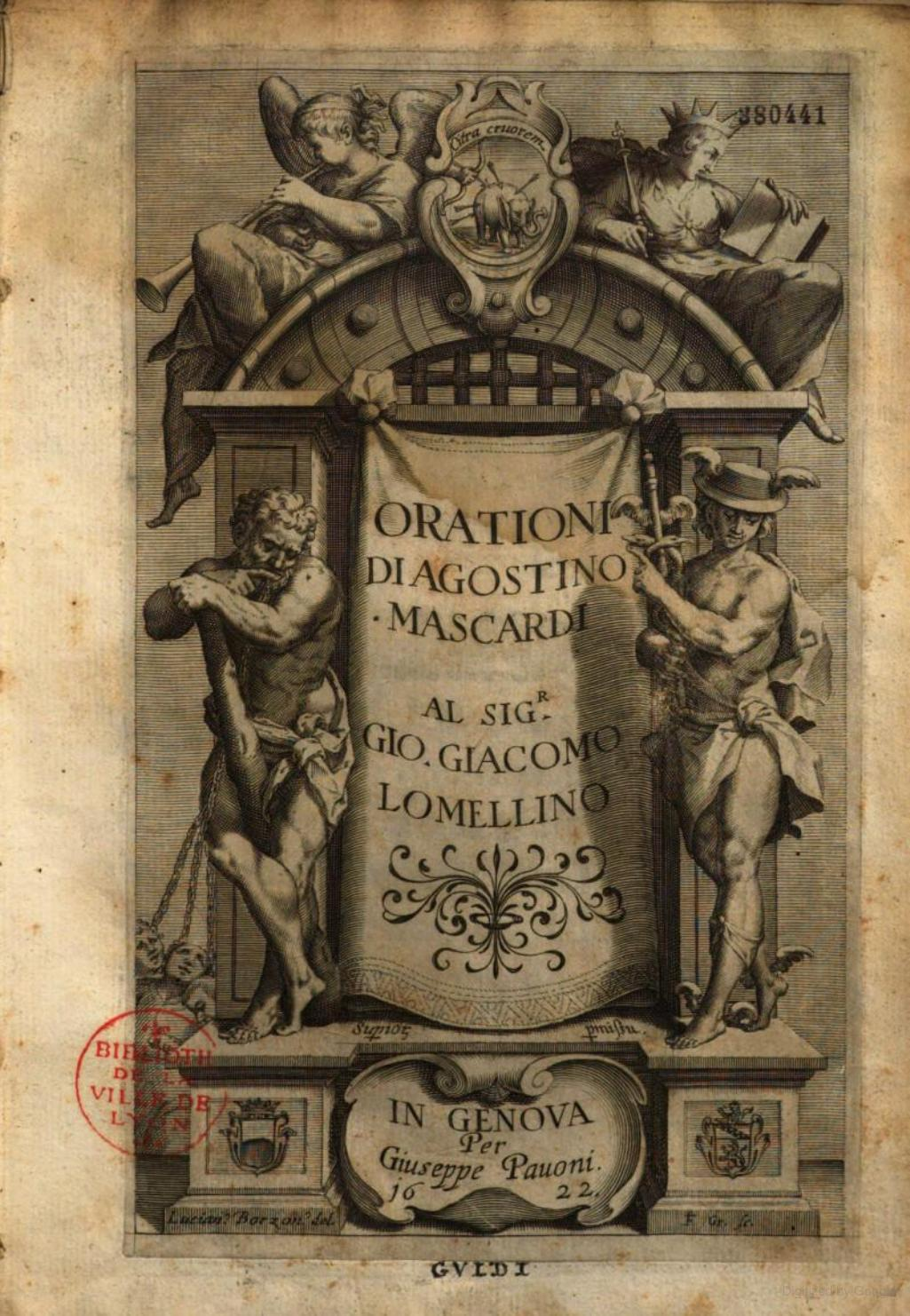
Frontespizio delle Orationi di Agostino Mascardi nell'edizione di Genova, Giuseppe Pavoni, 1622. Incisione di Luciano Borzone

- Agostino Mascardi, Orationi, Genova, Giuseppe Pavoni, 1622. URL consultato il 13 ottobre 2019.
- (LA) Agostino Mascardi, Augustini Mascardi Siluarum libri IV: ad Alexandrum principem Estensem S.R.E. Cardinalem, Anversa, ex Officina Plantiniana, 1622. URL consultato il 7 marzo 2019.
- Le pompe del Campidoglio per la Santità di Nostro Signore Urbano VIII quando pigliò il possesso, Roma, Erede di Bartolomeo Zannetti 1624.
- Agostino Mascardi, Prose vulgari, Venezia, per Bartolomeo Fontana, 1625. URL consultato il 7 marzo 2019.
- Agostino Mascardi, Discorsi morali di Agostino Mascardi su la tauola di Cebete Tebano, Venezia, ad instanza di Girolamo Pelagallo, 1627. URL consultato il 7 marzo 2019.
- Agostino Mascardi, La congiura del conte Giovanni Luigi Fieschi, Venezia, appresso Le Scaglie, 1637. URL consultato il 7 marzo 2019.
- Agostino Mascardi, Oppositioni, e difesa alla Congiura del conte Gio. Luigi de' Fieschi, Venezia, appresso Domenico Ventura, 1630. URL consultato il 7 marzo 2019.
- Agostino Mascardi e Claudio Achillini, Due lettere l'una del Mascardi all'Achillini, l'altra dell'Achillini al Mascardi sopra le presenti calamità, Roma, per Lodouico Grignani, 1631.
- Agostino Mascardi, Dell'arte historica, Venezia, per il Baba, 1655. URL consultato il 7 marzo 2019.
- Agostino Mascardi, Dell'arte historica, Firenze, Le Monnier, 1859. URL consultato il 7 marzo 2019.
- (LA) Agostino Mascardi, Romanae dissertationes de affectibus, sive perturbationibus animi, earumque characteribus, Parigi, apud Sebastianum Cramoisy, typographum regis ordinarium, 1639. URL consultato il 31 maggio 2019.
- (LA) Agostino Mascardi, Ethicae prolusiones, Parigi, apud Sebastianum Cramoisy, typographum regis ordinarium, 1639. URL consultato il 31 maggio 2019.